# Црквени оци
Црквеним оцима се називају утицајни теолози ранохришћанске цркве. Наука црквених отаца се назива патристика. Они који су писали на грчком се називају источни црквени оци док се они који су писали на латинском називају западни црквени оци.
Источни црквени оци су Иринеј Лионски, Игњатије Антиохијски, Климент Александријски, Атанасије Велики, Јован Златоусти и три кападокијска оца: Василије Велики, Григорије Ниски и Григорије Богослов.
Западни црквени оци су Тертулијан, Гргур Велики, свети Августин, свети Амвросије Медиолански, Јероним Стридонски.